# Михайловка (Ломоносовский район)
Михайловка — деревня в  Лаголовском сельском поселении Ломоносовского района Ленинградской области.

## История
На карте Санкт-Петербургской губернии Ф. Ф. Шуберта 1834 года обозначена деревня Михайловская.

МИХАЙЛОВСКАЯ — деревня принадлежит Ведомству красносельской удельной конторы, число жителей по ревизии: 135 м. п., 135 ж. п. (1838 год)

На карте профессора С. С. Куторги 1852 года отмечена деревня Михайловская из 54 дворов.

МИХАЙЛОВСКАЯ — деревня Красносельского удельного имения, по почтовому тракту, число дворов — 60, число душ — 156 м. п. (1856 год)

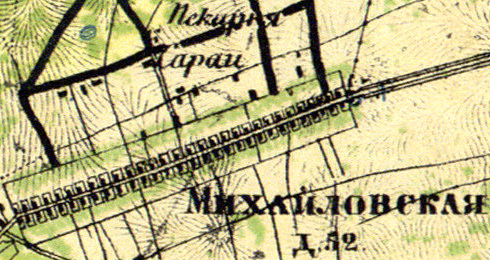
План деревни Михайловка. 1860 год

Согласно «Топографической карте частей Санкт-Петербургской и Выборгской губерний» в 1860 году деревня называлась Михайловская и насчитывала 52 крестьянских двора.

МИХАЙЛОВСКАЯ — деревня удельная при пруде, число дворов — 52, число жителей: 138 м. п., 176 ж. п. (1862 год)

В 1885 году деревня называлась Михайловка и насчитывала 56 дворов.
В конце XIX — начале XX века деревня административно относилась к Дудергофской волости 3-го стана Царскосельского уезда Санкт-Петербургской губернии.
К 1913 году количество дворов в деревне Михайловка увеличилось до 66.
С 1917 по 1923 год деревня называлась Труд и входила в состав сельсовета Труд Красносельской волости Детскосельского уезда.
С 1923 года в составе Троцкого уезда.
С 1924 года в составе сельсовета Свобода.
Согласно данным переписи населения СССР 1926 года в деревне Михайловка проживали 422 человека — все русские.
С 1927 года деревня вновь называлась Михайловка и находилась в составе Урицкого района.
С 1928 года в составе Пригородного сельсовета. В 1928 году население деревни Михайловка также составляло 422 человека.
С 1930 года в составе Ленинградского Пригородного района.
С 1931 года в составе Русско-Высоцкого сельсовета.
По данным 1933 года деревня Михайловка входила в состав Русско-Высоцкого сельсовета Ленинградского Пригородного района.
С 1936 года в составе Красносельского района.

План деревни Михайловка. 1939 год

Согласно топографической карте 1939 года деревня насчитывала 70 дворов.
С 1 августа 1941 года по 31 декабря 1943 года деревня находилась в оккупации.
С 1955 года в составе Ломоносовского района.
С 1963 года в составе Гатчинского района.
С 1965 года вновь в составе Ломоносовского района. В 1965 году население деревни Михайловка составляло 165 человек.
По данным 1966 года деревня Михайловка входила в состав Руссковысоцкого сельсовета Ломоносовского района.
По данным 1973 и 1990 годов деревня Михайловка входила в состав Русско-Высоцкого сельсовета.
В 1997 году в деревне Михайловка Русско-Высоцкой волости проживало 90 человек, в 2002 году — 33 человека (все русские), в 2007 году — 81.

## География
Деревня расположена в юго-восточной части района на автодороге 41К-015 (Анташи — Красное Село), к северу от административного центра поселения деревни Лаголово.
Расстояние до административного центра поселения — 2 км.
Расстояние до ближайшей железнодорожной станции Красное Село — 6 км.

## Демография
| 1862 | 2002 | 2007 | 2010 | 2017 |
| ---- | ---- | ---- | ---- | ---- |
| 314  | ↘33  | ↗81  | ↗113 | ↗123 |

## Улицы
Дальняя, Дачная, Красносельская, Школьная.